# Doom (фільм)
«Дум» (англ. Doom) — фантастичний бойовик 2005 року режисера Анджея Бартков'яка. Фільм став міжнародним проєктом спільного виробництва США, Великої Британії, Чехії та Німеччини. Створений за мотивами серії відеоігор з однойменною назвою виробника ID Software. Сюжет розгортається навколо групи морських піхотинців в науково-дослідному центрі на Марсі, які спочатку прибувають на Червону планету як рятувальна місія, але пізніше виявляють там чудовиськ, породжених спадком марсіан.
Головні ролі виконували: Карл Урбан, Розамунд Пайк, Бен Деніелс, Разаак Адоті, Двейн Джонсон і Добі Опарей.
Після угоди термін на права на фільм з Universal Pictures і Columbia Pictures сплив, ID Software підписала угоду з Warner Bros. із застереженням, що фільм отримає зелене світло протягом 12 місяців. Проте Warner Bros. втратила права, які були згодом повернуті Universal Pictures, яка і почала виробництво в 2004 році. В інтерв'ю з виконавчим продюсером Джоном Веллсом він заявив, що другий фільм буде запущений у виробництво, якщо перший матиме успіх у прокаті. Продаж квитків на перший вік-енд склали більше $15,3 млн, але впали до $4,2 млн у другий вік-енд.
Як екранізація культової відеогри Doom, фільм не окупив себе у прокаті, отримав негативні відгуки професійних кінокритиків та середню оцінку від глядачів через відсутність чіткого зв'язку з першоджерелом. 2019 року компанія Universal випустила другий бойовик у форматі direct-to-video під назвою Doom: Анігіляція.

## Сюжет
Фільм знятий за мотивами культової відеогри, яка з'явилася в 1993 році й популяризувала жанр шутерів від першої особи. Сама гра мала простий сюжет, який подавався тільки текстовими вставками і описувався в керівництві. Він базувався на боротьбі безіменного піхотинця з демонами, що прорвалися з Пекла на бази Фобоса і Деймоса в ході невдалого експерименту з телепортації.
Фільм має подібні елементи і численні відсилки до гри, але оповідає про те як у 2045 році спеціальний загін морської піхоти вирушає на доти колонізовану планету Марс. Прибувши на місце вони виявляють, що в результаті невдалого експерименту більшість населення бази перетворилося на чудовиськ, а решта навіть не здогадується яка небезпека існує зовсім поруч.
Фільм починається з передісторії. В 2026 в пустелі Невада археологи знайшли об'єкт, що виявився телепортом, який переміщував до міста зниклої цивілізації на Марсі. Минуло 20 років, але так і лишається таємницею з якою метою його було створено і що сталося з марсіанами. 2045 року на базі корпорації UAC щось стається, невідомий ворог переслідує і винищує персонал. Керівник бази, доктор Кармак (відсилка до Джона Кармака, творця відеогри), шле на Землю запит про допомогу.
Загін піхоти, серед яких Джон Грімм, отримує наказ, попри початок відпустки, вирушати на Марс. Вони проглядають послання доктора Кармака, з якого дізнаються про введення карантину на базі UAC. Загін користується телепортом і опиняється на Марсі. Там їх зустрічає Маркус Пензеровські, що колись в ході невдалої телепортації втратив ноги. Він ознайомлює бійців з ситуацією, а Грімм зустрічає свою сестру, котра мусить вивезти наукові дані. Досліджуючи приміщення бази, загін натрапляє на лабораторії з піддослідними тваринами, але не виявляє там учених. Грім дорогою розповідає про своїх батьків, які загинули при розкопаках марсіанського міста, і знаходить зброярню. Тим часом один з його загону помічає якийсь рух і відкриває вогонь, та ціль зникає. Згодом їх починають переслідувати подібні на зомбі істоти.
Саманта показує брату знайдені останки марсіан, які володіли прискореною регенерацією тканин тіла. Людям було додано їхні хромосоми з допомогою вірусу C24, але замість підвищити їхню силу, це обернуло піддослідних на чудовиськ. Піхотинцям вдається знайти Кармака, що перебуває в шоковому стані. Саманта припускає, що марсіанські хромосоми діють залежно від моралі людей. Добрих вони перетворюють на надлюдей, злих — спотворюють. Це і погубило жителів Марса тисячі років тому. Від Кармака вдається довідатися, що він першим інфікував вірусом в'язня, серійного вбивцю Куртіса, який і поширив його базою. Махонін вирішує вбити всіх, хто інфікований C24.
Чудовиська вбивають Кацухо, Рорка і Діна. Для недопущення поширення інфекції Махонін озброюється Bio Force Gun (BFG — наруйнівніша зброя в грі Doom) і знищує мутованого Кармака.
Дюк гине, а Грімм отримує рикошетне поранення. Аби врятувати його життя, Саманта заражає брата вірусом. Той боїться перетворитися на чудовисько, згадуючи скільки накоїв, але сестра вірить, що він добра людина. Марк знаходить групу незаражених людей, але Махонін настоює на їх знищенні. Маркус намагається йому завадити, але гине від нападу чудовиська. Тим часом Грімм набуває надлюдських здібностей і фільм переходить у вид від першої особи (як у відеогрі). Він проривається крізь ворогів до виходу з бази, зустрічаючи вже мутованого Маркуса. Грімм бачить слід від пострілу з BFG та відшукує сестру і Махоніна, в якого запитує що сталося з незараженими людьми. Той відповідає, що вбив їх усіх, в тому числі Марка, і «операція майже завершена». Карантин знімається, відкриваючи шлях на поверхню, між Гріммом і Махоніном починається перестрілка і взаємне переслідування. В ході цього Махонін проявляє нелюдську силу і мутує. Грімм активує телепорт і кидає ворога туди, утримуючи частково поза зоною дії, щоб розірвати його. Але в останню мить Махонін виривається і цілим переноситься на Марс. Джон кидає слідом в телепорт гранату, яка вбиває лиходія.
Фільм закінчується тим, що Джон піднімається з сестрою на ліфті на поверхню бази. Титри ідуть на фоні анімації, що нагадує відеогру, показуючи блукання темними тунелями зі зброєю в руках.

## Ролі
- Карл Урбан — штаб-сержант Джон Грімм: Грімм є сином вчених, які загибли в аварії під час перших розкопок на марсіанській базі. Він відмовився від свого наукового доробку і приєднався до військових. Є братом-близнюком (молодший на дві хвилини) доктора Саманти Грімм.
- Двейн Джонсон — комендор-сержант Махонін: лідер команди.
- Розамунд Пайк — доктор Саманта Грімм: науковець на Марсі та сестра-близнюк Джона Грімма.
- Деобіа Опарей — сержант Рорк «Руйнівник» Геннон: фахівець команди з важкої зброї.
- Бен Деніелс — капрал Ерік Фантом: старший член команди. Відчайдушно релігійний, він схильний до цитування Писання і виконання актів членоушкодження у відповідь за свої власні гріхи.
- Рез Адоті — сержант Григорій «Дюк» Шофілд. Сержант Шофілд одержимий двома речами — дівчатами та іграми.
- Річард Блейк — капрал Дін Портман: Портман є аморальним, і часто висловлює свої потаємні думки та бажання.
- Ел Вівер — рядовий Марк «Малюк» Данталіен: молодий член команди на своїй першій місії.
- Декстер Флетчер — Маркус Пінцеровські: технік на Марсі, призначений координувати комунікації загону. Рухається на механізованому інвалідному візку, оскільки колись під час телепортації йому відірвало ноги.
- Яо Чин — рядовий першого класу Кацухіко Такааші, відомий під прізвиськом «Мек».

## Виробництво
Між 1994 і 1995 роками, після успіху Doom II, Голлівуд зацікавився можливістю зняти фільм за мотивами гри. Спочатку права на знімання придбала Universal Pictures, пізніше вони перейшли до Columbia TriStar. Колишній генеральний директор id Software Тодд Холленсхед заявив, що просуванню проєкту завадила низка факторів, таких як стрілянина в школі Колумбайн, відсутність продюсерів і поганий сценарій. Команда id Software зробила презентацію Doom 3 для агентів з Creative Artists Agency (CAA), щоб перевірити, чи зацікавляться вони проєктом. Продюсери Лоренцо ді Бонавентура та Джон Веллс зрештою отримали права.
Ді Бонавентура та Веллс спочатку взялися за розробку фільму разом із Warner Bros., однак дует почав співпрацювати із Universal після того, як Warner Bros. не змогла запустити проєкт у виробництво через 15 місяців. Умови угоди з Universal передбачали великі гонорари для розробника та правовласника.У 2004 році Енда МакКалліон став режисером фільму, Девід Калагам призначений сценаристом, у сценарії якого були адаптовані елементи з Doom 3.
Спочатку проєкт Калагама включав какодемона, арчвайла та інших демонів з ігор, але їх було вирізано через час і бюджетні причини. У вересні того ж року МакКалліон покинув пост режисера, і до проєкту приєднався Анджей Бартковяк. До Едгара Райта та Саймона Пегга звернулися, щоб відшліфувати діалоги сценарію, але вони відмовилися, і замість них був найнятий Веслі Стрік. Знімання було заплановано розпочати взимку 2004 року в Празі.
Двейну Джонсону запропонували головну роль Джона Грімма, але він вибрав роль сержанта, тому що вона здалася йому цікавішою. Також попри те, що грає «крутого хлопця» у фільмі (і має жорсткий вигляд у цілому), Джонсон зізнався, що відчував нудоту після гри в оригінальну Doom. Він Дизелю спочатку запропонували провідну роль, але він відмовився.
Деякі сцени були вирізані через інтенсивне і графічне насильство. Зокрема, послідовні ядерні вибухи на об'єкті Марса були зняті, але не потрапили в остаточний варіант фільму.
Саймон Пегг і Едгар Райт попросили польський діалог, але їм було відмовлено.
Розамунд Пайк відмовилася від ролі Ріти Скітер у фентезійному фільмі «Гаррі Поттер і келих вогню» (2005), щоб взяти участь роботи у цьому фільмі та «Гордість і упередження» (2005).
Персонаж «Сержант» (грає Двейн Джонсон) є даниною поваги сержанту Томасу Келлі, це один з головних героїв з відеогри Doom 3 2004).Серце, що б'ється в банці зі звуковим сигналом, супроводжує подібний логотип, використовуваний ID Software (розробником оригінальної відеоігри), показаного на початку багатьох ігор.
Для фіналу було створено сцену з ядерним вибухом бази, але вирізано